# Alexandru cel Bun (Neamţ)
Alexandru cel Bun é uma comuna romena localizada no distrito de Neamţ, na região de Moldávia. A comuna possui uma área de 75.44 km² e sua população era de 5427 habitantes segundo o censo de 2007.